# Cinta Karya
Cinta Karya is een bestuurslaag in het regentschap Musi Banyuasin van de provincie Zuid-Sumatra, Indonesië. Cinta Karya telt 1797 inwoners (volkstelling 2010).